# Peter Appleyard
Peter Appleyard (26 de agosto de 1928 - 17 de julio de 2013)  fue un vibrafonista, percusionista y compositor de jazz británico-canadiense.
Pasó la mayor parte de su vida en la ciudad de Toronto, donde durante muchos años fue un popular intérprete en clubes nocturnos y hoteles como The Park Plaza, Stop 33, The 54th, The Chelsea Inn y The Montreal Bistro. También tocó y grabó con muchas de las orquestas de la ciudad y apareció en programas de radio y televisión canadienses. Tenía su propio programa de televisión de gran éxito en CHCH Channel 11 que fue grabado en vivo desde Albert's Hall, 'Peter Appleyard Presents', que presentaba a todos los grandes del jazz, desde Blossom Dearie hasta Lionel Hampton.
A principios de la década de 1970 obtuvo gran reconocimiento por sus actuaciones con el sexteto de jazz de Benny Goodman con el que realizó giras internacionales. En 1992, fue nombrado Oficial de la Orden de Canadá en reconocimiento a ser un "vibrafonista de renombre internacional [que] ha representado a la comunidad de jazz canadiense en América del Norte, Europa, Oriente Medio y Australia". 

## Primeros años y carrera en Inglaterra
Nació en Cleethorpes, Lincolnshire y se convirtió en aprendiz de un fabricante de instrumentos náuticos después de verse obligado a abandonar la escuela por motivos económicos relacionados con la Segunda Guerra Mundial. En ese momento, la popularidad de las Big Bands estadounidenses estaba creciendo en Inglaterra, particularmente a través de una gran afluencia de grabaciones de big bands de Estados Unidos de músicos de jazz como Benny Goodman, Duke Ellington y Count Basie . Estas grabaciones tuvieron una fuerte influencia en Appleyard, quien decidió seguir una carrera como músico de jazz. Comenzó su carrera a principios de la década de 1940 jugando en Boys Brigade, una organización juvenil. Actuó como baterista en varias otras bandas de baile británicas durante la década de 1940 y, mientras era miembro de la Royal Air Force a mediados de la década de 1940, tocó en bandas de la RAF. 

## Carrera temprana en América del Norte
En 1949, se mudó a las Bermudas, donde vivió durante varios años actuando como líder de banda residente en el histórico Princess Hotel, The Elbow Beach y Belmont Hotel. Mientras estuvo allí, pasó sus vacaciones en Canadá y recogió sus primeras vibraciones. Quedó tan impresionado con Canadá que cuando llegó el momento de dejar las Bermudas, se dirigió a Nueva York y finalmente a Toronto. Al principio, al no poder conseguir una tarjeta sindical en Toronto, Appleyard trabajó como portero de ascensor en el hotel King Edward y como vendedor en los grandes almacenes Simpson. Comenzó a estudiar música con Gordon Delamont y poco después comenzó a tocar el vibráfono en conciertos con Billy O'Connor a principios de los años cincuenta. De 1954 a 1956 tocó con una banda en el Park Plaza Hotel e hizo numerosas apariciones en CBC Radio con el pianista de jazz Calvin Jackson. Formó su propio conjunto de jazz en 1957, que actuó no sólo en Toronto sino que también realizó giras por toda América del Norte y apareció en la televisión estadounidense durante la década de 1960. Entre los miembros originales del conjunto se encontraba el pianista y arreglista Jimmy Dale. El grupo acompañó a la cantante Gloria DeHaven durante un año. 
De 1961 a 1962, fue copresentador, con la cantante Patti Lewis, del programa Patti and Peter de CBC Radio. Pasó la mayor parte de mediados de la década de 1960 viajando por carretera.
A finales de los sesenta, dejó su apretada agenda de giras y regresó a Toronto de forma más permanente. Comenzó a tocar una vez más en el Hotel Park Plaza. En 1969 copresentó el programa Mallets and Brass junto a Guido Basso para CBC TV.  Además, comenzó a estudiar timbales y percusión y amplió sustancialmente sus conocimientos musicales.

## Trabajando con Benny Goodman y su carrera posterior
A principios de la década de 1970, era miembro del sexteto de Benny Goodman que realizó giras por Europa en 1972 y 1974 y por Australia en 1973. Posteriormente, tocó sólo periódicamente con el grupo durante el resto de la década, en particular realizando tres presentaciones con el conjunto en el Carnegie Hall a mediados y finales de la década de 1970.  Durante estos años vivió en Toronto y actuó en clubes nocturnos y salones de hoteles y fue director musical de bandas de jazz locales. Fue percusionista de la orquesta de la ciudad. En la década de 1970 apareció en la Invitation Jazz Party de Colorado Springs. De 1977 a 1980 presentó Peter Appleyard Presents, un programa de televisión de variedades y jazz que se distribuyó en Norteamérica. 
En 1976, Frank Sinatra invitó a unirse a él en un concierto con la Count Basie Orchestra y Ella Fitzgerald en el Teatro Uris de la ciudad de Nueva York. Sinatra hizo esta petición basándose en el trabajo de Appleyard con Goodman. Appleyard y Sinatra actuaron juntos varios años después durante un concierto benéfico en Ottawa organizado por Rich Little. 
En 1982, formó la All-Star Swing Band, que interpretaba melodías tradicionales de pop y jazz, a menudo con arreglos popurrí de Rick Wilkins. El álbum Swing Fever de 1982 del conjunto recibió una certificación de disco de oro por ventas de 50.000 unidades en Canadá y fue nominado para un premio Juno.
A finales de la década de 1990, actuó en el Carnegie Hall bajo la dirección de Skitch Henderson y The New York Pops.
El gobierno japonés lo invitó a actuar en el Festival de Jazz de Sapporo.
Recibió el premio Queen's Diamond Jubilee el 18 de junio de 2012.
Pasó sus últimos años viviendo en una granja en Rockwood, Ontario. Murió en su finca el 17 de julio de 2013. 

## Discografía

### Como líder
- Anything Goes (RCA Camden, 1957)
- The Vibe Sound of Peter Appleyard (Audio Fidelity, 1959)
- Percussive Jazz (Audio Fidelity, 1960)
- The Vibraphone of Peter Appleyard (Canadian Talent Library, 1963)
- Polished Appleyard (Canadian Talent Library, 1969)
- The Lincolnshire Poacher (Audat, 1973)
- Sophisticated Vibes (United Artists, 1976)
- Presents (Salisbury Laboratories, 1977)
- Peter Appleyard (New Ventures, 1979)
- Prelude to a Kiss (RCA Victor, 1982)
- Barbados Heat (Concord Jazz, 1990)
- Barbados Cool (Concord Jazz, 1991)
- Great Vibes with Strings (Rockwood, 2005)
- The Lost Sessions (Linus Entertainment, 2011)
- Sophisticated Ladies (Linus Entertainment, 2012)

### Como invitado
- Duke Ellington con the Ron Collier Orchestra, North of the Border in Canada (Decca, 1967)
- Skitch Henderson, Swinging with Strings (Arbors, 2001)
- Peanuts Hucko, Peanuts Hucko with the Pied Piper Quintet Featuring Peter Appleyard (World Jazz, 1979)
- Sherrie Maricle, John Mastroianni - Cookin' On All Burners (Stash, 1989)
- Sherrie Maricle, Live Concert (LRC, 1993)
- Bucky Pizzarelli, Four Brothers (Downtown, 2008)
- Lenny Solomon, After You've Gone (BayCities, 1991)
- Slam Stewart, The Cats Are Swinging (Sertoma, 1988)
- Mel Tormé, Sing Sing Sing (Concord Jazz, 1992)